# Rebels (серия комиксов)
Rebels — серия комиксов, которую в 2015—2016 годах издавала компания Dark Horse Comics.

## Синопсис
Серия повествует о молодожёнах Сете и Мерси Эбботт, которые живут во времена Войны за независимость США.

### Выпуски
| №  | Дата выхода     | Оценка на Comic Book Roundup    | Предполагаемый объём продаж (первый месяц) |
| -- | --------------- | ------------------------------- | ------------------------------------------ |
| 1  | 8 апреля 2015   | 7,8 из 10 на основе 28 рецензий | 19 109, позиция в Северной Америке — 156   |
| 2  | 13 мая 2015     | 7,5 из 10 на основе 10 рецензий | 12 960, позиция в Северной Америке — 154   |
| 3  | 10 июня 2015    | 7 из 10 на основе 5 рецензий    | 10 887, позиция в Северной Америке — 166   |
| 4  | 8 июля 2015     | 8,5 из 10 на основе 2 рецензий  | 9 980, позиция в Северной Америке — 203    |
| 5  | 12 августа 2015 | 8,4 из 10 на основе 2 рецензий  | 9 399, позиция в Северной Америке — 195    |
| 6  | 9 сентября 2015 | 8,5 из 10 на основе 3 рецензий  | 9 167, позиция в Северной Америке — 207    |
| 7  | 14 октября 2015 | 8,9 из 10 на основе 4 рецензий  | 8 610, позиция в Северной Америке — 202    |
| 8  | 11 ноября 2015  | 9 из 10 на основе 1 рецензии    | 8 097, позиция в Северной Америке — 206    |
| 9  | 9 декабря 2015  | 8,3 из 10 на основе 3 рецензий  | 7 676, позиция в Северной Америке — 248    |
| 10 | 13 января 2016  | 7,2 из 10 на основе 2 рецензий  | 7 182, позиция в Северной Америке — 206    |

### Сборники
| Название                                | Тип            | Дата выхода | Собранный материал | Кол-во страниц | ISBN                             | Предполагаемый объём продаж (первый месяц) |
| --------------------------------------- | -------------- | ----------- | ------------------ | -------------- | -------------------------------- | ------------------------------------------ |
| Rebels Vol. 1: A Well-Regulated Militia | Мягкая обложка | 4 мая 2016  | Rebels #1-10       | 262            | 978-1-61655-908-3, 1-61655-908-X | 2 003, позиция в Северной Америке — 34     |

## Отзывы
На сайте Comic Book Roundup серия имеет оценку 8,1 из 10 на основе 60 рецензий. Мэтт Литтл из Comic Book Resources писал, что дебютный выпуск является «хорошим комиксом, полным чётких характеристик [персонажей] и прекрасных рисунков». Мэтт Макграт из Comics Bulletin дал первому выпуску 3 звезды с половиной из 5 и посчитал, что «Брайан Вуд ловко рассказывает историю и довольно хорошо танцует на грани между историческим вымыслом и историческим фэнтези». Тони Герреро из Comic Vine вручил дебюту 4 звезды из 5 и отметил, что «с рисунками Андреа Мутти и цветами Джорди Беллер всё выглядит фантастически».